# Beelden per seconde
Het aantal beelden per seconde (bps, Engels: frames per second, fps) is de frequentie waarmee beelden of frames worden weergegeven. De term wordt vaak gebruikt in samenhang met digitale camera's, films,  computergraphics, videocamera's en beeldschermen. In Europa worden over het algemeen voor televisiebeelden 25 beelden per seconde gebruikt. Bij die beeldfrequentie lijkt het alsof het een vloeiend beeld oplevert, hoewel het elke seconde eigenlijk 25 losse foto's zijn.

## Vloeiende weergave
Een groot misverstand is dat vanaf zo'n 25 beelden per seconde elk beeld als vloeiend wordt ervaren, dit is niet zo. Het aantal beelden dat het menselijk oog per seconde kan zien, is afhankelijk van een aantal factoren. Een menselijk oog kan zelfs een heel korte lichtflits in een donkere ruimte waarnemen, echter wanneer in een verlichte ruimte het licht voor heel even wordt uitgedaan, is dit bijna niet merkbaar. Ook speelt bewegingsonscherpte een rol: wanneer afbeeldingen die een beetje vervaagd zijn achter elkaar worden gezet, lijkt dit eerder een vloeiende beweging, dan wanneer niet vervaagde afbeeldingen achter elkaar worden gezet.
Het feit dat de bewegende beelden in werkelijkheid een reeks foto's snel na elkaar zijn, is er ook de oorzaak van dat op een scherm een wiel soms in de verkeerde richting lijkt te draaien. Als een wiel evenveel omwentelingen per seconde maakt als het aantal beelden, wordt het steeds in dezelfde stand gefotografeerd en lijkt het stil te staan. Maakt het iets minder omwentelingen dan het aantal beelden per seconde, dan staat het op ieder beeld iets minder ver dan op het vorige, en lijkt het dus achteruit te draaien. Als het iets meer omwentelingen maakt, lijkt het wel in de juiste richting te draaien, maar veel te traag.